# Seth C. Kalichman
Seth C. Kalichman ist ein US-amerikanischer klinischer Gemeindespsychologe und Professor für Sozialpsychologie an der University of Connecticut, der sich mit der Prävention und Behandlung von HIV/AIDS beschäftigt. Sein h-Index lag im März 2025 bei 119.
Kalichman promovierte 1990 an der University of South Carolina. Er ist Direktor des Southeast HIV/AIDS Research & Education Project in Atlanta und Kapstadt; Herausgeber der wissenschaftlichen Fachzeitschrift AIDS and Behavior und Autor des Buches Denying AIDS: Conspiracy Theories, Pseudoscience, and Human Tragedy, eine Arbeit, die sich mit der AIDS-Leugnung befasst. Die Einnahmen aus den Buchverkäufen dienen der Finanzierung von antiretrovirale Medikamenten für Menschen mit HIV/AIDS in Afrika.
Kalichman verbrachte ein Jahr damit, Organisationen von HIV-Leugnern zu infiltrieren. Er argumentiert, dass die Leugnung oft eine Bewältigungsstrategie ist und dass Anhänger oft gegen Regierungen und gegen das "Establishment" eingestellt und anfällig für kognitive Verzerrungen sind. Er argumentiert zusätzlich, dass die führenden Wissenschaftsleugner paranoide Persönlichkeitsstörungen aufweisen.  Mit der Erforschung der Wissenschaftsleugnung begann er, nachdem er das Werk von Nicoli Nattrass gelesen hatte.
Er ist der Entwickler der Sexual Compulsivity Scale.